# 查爾斯·馬克拉斯
艾倫·查爾斯·麥克勞林·馬克拉斯爵士 AC CH CBE（1925年11月17日—2010年7月14日），澳大利亚指揮家。他是悉尼交響樂團史上首位澳洲本地指揮。

## 生平

### 早年
馬克拉斯出生於美國纽约州斯克内克塔迪，2歲時隨雙親返回澳洲，7歲起學習小提琴與長笛。12歲時，馬克拉斯已能寫作鋼琴協奏曲。就讀悉尼文法學校時期，馬克拉斯便展現了指揮天賦，他能指揮學生團體的演出，但在音樂外的其他學科顯著落後於同儕。父母為了加強他的課業表現，安排馬克拉斯前往管教嚴格的國王學校就學，不過不久後，他就因屢次違規遭到退學。
16歲的馬克拉斯獲准進入新南威爾士州州立音樂院，修習雙簧管、鋼琴與作曲。

### 職業生涯
1941年左右，仍在學的馬克拉斯便經常獲得職業演出機會，以雙簧管與鋼琴在大、小演出中登場。1943年，他加入澳洲廣播公司的悉尼樂團（ABC Sydney Orchestra，今悉尼交響樂團），在马尔科姆·萨金特麾下演奏。1947年2月，馬克拉斯前往英國，在當地的萨德勒之井剧院工作，等待轉向指揮領域的契機。之後，一筆來自英國文化協會的獎學金使他得以前往布拉格，同瓦茨拉夫·塔利赫學習指揮。此後馬克拉斯與Jiří Tancibudek（捷克爱乐乐团首席雙簧管）結識，後者將莱奥什·雅纳切克的歌劇推荐予他，馬克拉斯終生對雅纳切克及其作品保持興趣。
1948年，馬克拉斯返回英國，並以助理指揮的身分重返Sadler's Wells Theatre，開始指揮雅纳切克、韓德爾、葛路克、巴赫、多尼采蒂等劇目。1954–56年間，他是BBC音樂會樂團的首席指揮，此後陸續指揮漢堡國立歌劇院（1965–69年）、英國國家歌劇院（1970–77年）。1973年，馬克拉斯指揮悉尼交響樂團，在悉尼歌剧院的揭幕音樂會中演出，女皇伊麗莎白亦在現場。
1982–85年間，馬克拉斯出任悉尼交響樂團主指揮，是該團歷史上首位澳洲出身的本土指揮者，之後則轉往威爾士國家歌劇院（1987–92年）、蘇格蘭室內樂團（1992–95年，首席客座指揮）、皇家愛樂樂團（1993–96年，首席客座指揮）、愛樂管弦樂團（首席客座指揮）、捷克爱乐乐团（首席客座指揮）等團體。
2008年，馬克拉斯出任愛丁堡國際藝術節協會的榮譽主席，成為耶胡迪·梅纽因以外第一人，以紀念他在愛丁堡的長期貢獻。同年12月18日他指揮了阿尔弗雷德·布伦德尔的最後演出（與维也纳爱乐乐团合作）。馬克拉斯個人的最後演出則是2010年夏季，於格林德伯恩指揮莫扎特《女人皆如此》。

### 逝世
馬克拉斯於2010年7月14日逝世於倫敦，生前飽受癌症所苦，享年84歲。7月23日，他的葬禮舉行於科文特花园圣保罗教堂。

## 獲獎與榮譽
- 大英帝國司令勳章，1974年[12]
- 雅纳切克獎，1978年[13]
- 大英帝國貴族，1979年[14][15]
- 榮譽學位，赫爾大學，1990年
- 捷克功績勳章（英语：Medal of Merit (Czech Republic)），1996年
- 澳大利亞同伴勳章，1997年[16][17]
- 大英帝國名譽勳位，2003年[18]
- 皇家愛樂協會金牌獎，2005年[19]

## 評價
馬克拉斯是「古樂風潮」的先驅者，五〇年代起便致力於早期作品研究，以及演奏傳統的復原工作。1959年的韓德爾《皇家煙火》錄音便使用了原初的管樂器配置。在歌劇指揮方面，除了雅纳切克外，他的莫扎特、萨利文詮釋都受到好評。自1987年起，他便與古樂翹楚啟蒙時代管弦樂團有定期的合作。
馬克拉斯對排練有其獨特的看法，認為指揮者的事前準備亦包括分譜的準備：
我認為，盡可能將樂團分譜仔細校訂的工作十分重要，如此一來樂團就能（在彩排時間有限時）更有效率地演奏。⋯⋯清楚的標示，尤其是強弱標記，這些事前準備使我們能夠專注在音樂的詮釋，避免技術問題的過份探討。

## 作品節選

### 商業錄音
馬克拉斯的錄音作品起自EMI的78轉唱片時代，而後則是CD、SACD等技術。他的第一份錄音灌錄於1952年，內容是其芭蕾作品《Pineapple Poll》。早期他曾為其他指揮的錄音代打，例如病重的奥托·克伦佩勒。他重要的錄音包括馬勒、莫扎特、貝多芬與勃拉姆斯的全本交響曲，莫扎特、雅纳切克的歌劇，以及韓德爾、德沃夏克、理查·史特勞斯、肖斯塔科维奇、西貝流士、艾爾加、霍斯特等人的作品。以下列舉其主要的錄音：
- . EMI Records Ltd. 1998. Barcode 724357575126.
- . London: hyperion. 2007  [2025-04-05]. 44301/5. （原始内容存档于2025-06-19）.
- Harwood, Elizabeth. Baker, Janet. Esswood, Paul. Tear, Robert. Herinck, Raimund. . EMI Records Ltd. 1989. Barcode 724356944923.
- Mathis, Edith. Finnilä, Birgit. Schreier, Peter. Adam, Theo. . Galleria. Archiv Produktion. 427 173.
- Lott, Felicity. Palmer, Felicity. Langridge, Philip. Lloyd, Robert. . Signum Records Ltd. 2006. SIGCD074.
- (CD). London: Decca Record Co. Ltd. 1983. Barcode 028941013828.
- . EMI Records Ltd. 1990. Barcode 0077776377926.

## 個人生活
查爾斯·馬克拉斯是艾倫·馬克拉斯與凱瑟琳·麥克勞林（Catherine MacLaurin）之子，馬克拉斯夫妻是澳裔的美國移民。艾倫·馬克拉斯是一位電子工程師，亦是貴格會徒。查爾斯·馬克拉斯是七名子女中的老大。
馬克拉斯與Judy Wilkins於1947年8月成婚，婚後育有二女。
自1999年起，馬克拉斯便長期贊助澳洲的紅風箏（Redkite）兒童癌症基金會。

## 軼事
- 馬克拉斯與本杰明·布里顿曾有相當密切的合作，在1958年的某一次排練後，由於馬克拉斯提及了布里頓的性取向，兩人自此不相往來。（見《Britten's Children》[譯名請求]）
- 牛津大學韋斯頓圖書館（英语：Weston Library）的一處音樂館藏室以馬克拉斯為名，2015年起對外開放[25]。

## 外部連結
- 查爾斯·馬克拉斯在Allmusic上的頁面
- 查爾斯·馬克拉斯的Discogs页面（英文）
- 查爾斯·馬克拉斯在互联网电影资料库（IMDb）上的資料（英文）
- ClassicsToday.com上的查尔斯·马克拉斯简介及访谈（英文）
- 查尔斯·马克拉斯生平（英文）
- 查尔斯·马克拉斯网站（英文） （页面存档备份，存于）